# Sky Rojo
Sky Rojo est une série télévisée espagnole créée par Álex Pina et Esther Martínez Lobato, diffusée entre le 19 mars 2021 et 13 janvier 2023 sur Netflix. Dans ce monde de la prostitution dont cherchent à s'échapper les trois héroïnes, l’usage de drogues, la violence physique et le sadisme sexuel sont extrêmes.

## Synopsis
Coral, Wendy et Gina sont trois prostituées qui fuient la discothèque Las Novias. Un bordel de luxe, où vous pourrez satisfaire vos fantasmes les plus sombres, entouré de néons, de musique et de drogue. En même temps, ce sont des esclaves sexuelles qui y travaillent chaque nuit. Elles vivent comme dans un camp et sont endettées dans un système dans lequel elles perdent toujours. Après avoir laissé pour mort, le crâne ouvert et la moitié du corps paralysé lors d'un violent combat, le proxénète pour lequel elles travaillent, elles s'enfuient. Les filles,, une Cubain, une  Argentine et une Espagnole se lancent dans un road trip sachant qu'après ce qu'elles ont fait, elles seront recherchées par les sbire d'un proxénète pour les tuer. Elles sont effectivement poursuivies par les tueurs à gages mais aussi par le proxénète lui-même. La poursuite de cette folle équipée sera l'occasion de plusieurs confrontations mais aussi de retournements de situations.

## Fiche technique
Sauf indication contraire, les informations mentionnées dans cette section peuvent être confirmées par la base de données cinématographiques IMDb,  présente dans la section « Liens externes ».
- Titre : Sky Rojo
- Création : Álex Pina et Esther Martínez Lobato
- Sociétés de production : Vancouver Media (en)
- Sociétés de distribution : Netflix
- Pays d'origine :  Espagne
- Langue originale : espagnol
- Format : couleur
- Genre : thriller
- Durée : 22 à 31 minutes environ par épisode

## Distribution

### Principaux
- Verónica Sánchez (VF : Hélène Bizot) : Coral
- Miguel Ángel Silvestre (VF : Eilias Changuel) : Moisés Expósito
- Asier Etxeandia (VF : Cédric Dumond) : Romeo
- Lali Espósito (VF : Marie Bouvet) : Wendy
- Yany Prado (VF : Kelly Marot) : Carmen « Gina »
- Enric Auquer (VF : Alexis Tomassian) : Christian Expósito (saisons 1-2)
- Rauw Alejandro (VF : Pascal Grull) : Diego (saison 3)
- Catalina Sopelana (VF : Laure Filiu) : Greta (saison 3)
- Tiago Correa (VF : Gauthier Battoue) : Darwin (saison 3)

### Récurrents
- Carmen Santamaría (VF : Céline Rimbaut) : Charlotte
- Cecilia Gómez : Gata
- Godeliv Van Den Brandt (VF : Sara Chambin) : Rubí
- Chani Martín (VF : Yann Guillemot) : Fernando
- Luisa Vides Galiano : Lupe
- Pénélope Guerrero : Tsunami
- Niko Verona (VF : Tony Marot) : Beefcake / Cachopo

### Invités
- Luis Zahera (VF : Julien Kramer) : Alfredo
- Daria Krauzo (VF : Camille Gondard) : Bambi
- Yanet Sierra (VF : Josiane Pinson) : la mère de Gina
- José Manuel Poga : Fermín, un client

## Épisodes

### Saison 1 (2021)
1. Canapé en skaï rouge (Sofá de escay rojo)
2. Réalité alternative (La realidad paralela)
3. L'amour d'une pute (El amor de las putas)
4. Sang et sexe (Polvo y sangre)
5. L'évasion (La evasión)
6. Lièvre ou renarde ? (Liebres o zorra)
7. Penser avec sa bite (Pensar con la polla)
8. Piège à ours (Trampa de osos)

### Saison 2 (2021)
1. Les putes n'embrassent pas (Las putas no besaban en la boca)
2. Le talent des mécréants (El talento de los miserables)
3. 10.000 tonnes de peur (El miedo pesa diez mil toneladas)
4. La nuit de notre mort (La noche que estuvimos muertas)
5. La boîte noire des dames (La caja negra de las putas)
6. Le dernier repas du condamné (Langosta para los condenados)
7. Pourriture et brillance (Podridas y radiantes)
8. Des gens toxiques (Personas tóxicas)

### Saison 3 (2023)
1. Entrer au paradis par la petite porte (Entrar al cielo por la puerta de atrás)
2. La ligne qui nous sépare (La raya que nos separa)
3. Le chat porte-bonheur (El gato de la suerte)
4. Diesel, salpêtre et poudre (Gasoil, salitre y pólvora)
5. Jésus avait raison (Jesuscristo tenía razón)
6. Piéger l'embryon (Emboscar al embrión)
7. L'impuissance et le hockey sur glace (Desamparo y hockey sobre hielo)
8. De l'or, de l'encens et du plomb (Oro, incienso y plomo)